# Roudzensk
Roudzensk (en biélorusse : Рудзенск; en russe : Руденск; en polonais : Rudzieńsk) est une commune urbaine de la voblast de Minsk, en Biélorussie. Sa population s'élevait à 2 643 habitants en 2019

## Géographie
Roudzensk est située à 41 km au sud-est du centre de Minsk

## Population
Recensements (*) ou estimations de la population :
| 1939* | 1959* | 1970* | 1979* |
| ----- | ----- | ----- | ----- |
| 1 128 | 5 898 | 3 585 | 3 875 |

| 1989* | 2009* | 2015  | 2019  |
| ----- | ----- | ----- | ----- |
| 3 568 | 2 806 | 2 668 | 2 643 |

## Personnalités
- Mikhas Charot (1896—1938), poète biélorusse, dramaturge, romancier, éditeur, personnage public.
- Taisa Bondar (1945—2005), écrivain biélorusse, traducteur.

## Transports
Roudzensk possède une gare sur la ligne Minsk-Assipovitchy